# Jaransk
Jaransk è una cittadina della Russia europea nordorientale (oblast' di Kirov), situata sul fiume Jaran' 257 km a sudovest del capoluogo Kirov; è il capoluogo amministrativo del distretto omonimo.
Fondata nel 1584 come fortezza russa, avamposto nel territorio della popolazione dei Mari; si sviluppò nei secoli successivi come insediamento commerciale (posad), ricevendo lo status di città nel 1780 da Caterina II.
Jaransk è una cittadina a base economica prevalentemente industriale (comparto meccanico e alimentare), oltre che centro di un importante distretto agricolo.

## Società

### Evoluzione demografica
Fonte: mojgorod.ru
- 1897: 4.800
- 1926: 6.100
- 1939: 9.300
- 1959: 11.800
- 1989: 20.500
- 2007: 19.700